# Andrzej Racięski
Andrzej Konstanty Bogumił Racięski (ur. 30 listopada 1902 w Sokalu, zm. 27 kwietnia 1983 w Sydney) – major piechoty Polskich Sił Zbrojnych. 

## Życiorys
Andrzej Konstanty Bogumił Racięski od 28 czerwca 1920 roku jako ochotnik 14 pułku ułanów uczestniczył w walkach na froncie polsko-bolszewickim. Po zakończeniu działań, 15 stycznia 1921 roku zwolniony do rezerwy. Wcielony 30 czerwca 1923 roku do 10 Batalionu Sanitarnego w Przemyślu, z którego 13 marca 1924 roku przeniesiony został do Szkoły Podchorążych w Warszawie. 29 listopada 1924 roku jako plutonowy podchorąży został zwolniony do rezerwy. Mianowany podporucznikiem rezerwy 1 lipca 1926 roku. Powołany do służby czynnej 27 sierpnia 1928 roku do 2. kompanii 57 pułku piechoty wielkopolskiej w Poznaniu, a od 24 października 1929 roku był w zastępstwie dowódcą 4. kompanii w tym pułku. 
15 maja 1930 roku został przemianowany na oficera zawodowego w stopniu porucznika ze starszeństwem z dniem 1 września 1928 roku i 3. lokatą w korpusie oficerów piechoty.
21 marca 1933 roku został przeniesiony do Korpusu Ochrony Pogranicza i przydzielony do batalionu KOP „Suwałki” na stanowisko oficera młodszego. 24 marca tego roku przybył do kompanii granicznej „Filipów”. Według stanu z 1 kwietnia 1934 roku był dowódcą plutonu granicznego w Lipówce. Na własną prośbę w dniu 9 listopada 1935 roku został przeniesiony do batalionu KOP „Borszczów”. Przeniesiony 17 listopada 1936 roku do 17 pułku piechoty w Rzeszowie. Awansowany w 1937 roku na kapitana ze starszeństwem z dniem 19 marca 1937 roku. 
W marcu 1939 roku w 17 pułku piechoty był dowódcą 1 kompanii. We wrześniu 1939 roku w macierzystym pułku, który pozostał w Rzeszowie dla ochrony miasta był dowódcą batalionu wartowniczego. 8 września opuścił z batalionem miasto i podjął marsz w kierunku Przemyśla. Następnego dnia w rejonie Pruchnika oddział został rozbity przez oddziały niemieckie. W sierpniu 1941 roku w Samodzielnej Brygadzie Strzelców Karpackich był dowódcą kompanii dowodzenia 3 batalionu. Uczestniczył w walkach 2 Korpusu Polskiego we Włoszech. Według stanu z marca 1944 roku mjr Andrzej Racięski był zastępcą dowódcy 3 Karpackiego pułku artylerii przeciwpancernej. Od 3 września 1944 roku podczas kampanii włoskiej był dowódcą 4 batalionu strzelców karpackich. Po zakończeniu wojny jako podpułkownik pozostał na emigracji w Australii.
Był pierwszym prezesem Zjednoczonego Związku Polaków w Wiktorii. Zmarł 27 kwietnia 1983 w Sydney.

## Ordery i odznaczenia
- Krzyż Srebrny Orderu Wojennego Virtuti Militari nr 10955[7]
- Krzyż Oficerski Orderu Odrodzenia Polski (11 listopada 1980)[8]
- Krzyż Walecznych – dwukrotnie
- Srebrny Krzyż Zasługi
- Medal Pamiątkowy za Wojnę 1918–1921
- Odznaka KOP „Za służbę graniczną” – 25 listopada 1935 roku